# Istanbulski dijalekt
Istanbulski dijalekt grčkoga ugroženi je govor Grka u Istanbulu koji je povijesno bio u kontaktu s turskim, francuskim i drugim jezicima. Oni koji su emigrirali u Atenu rabe ga sve rjeđe, a u Istanbulu, gdje im se broj ipak smanjio, postoji određen ponos lokalnim govorom zbog njegove duge povijesti.

## Povijest
Grci su originalni naseljenici Istanbula, a početkom 20. st. brojili su oko 300 000 ljudi (35 % stanovništva Istanbula). Danas imaju 2000 ljudi od 20 000 000 stanovnika, ali u Grčkoj živi njih 200 000. Velikom emigracijom u Grčku 1964. godine nestala je stogodišnja prisutnost Grka u Istanbulu i nastala je dijaspora u Ateni.

## Obilježja
Osim po rječniku, velika je razlika između standarda i istanbulskoga dijalekta tzv. tamno L, to jest glas /l/ izgovara se tako da se vršak jezika približi zubima, a stražnji dio velumu, to je onda velarizirani lateralni aproksimant [ɫ]. Standardni grčki nema velariziranoga laterala, ali sjeverni dijalekti imaju pred stražnjim samoglasnicima. Čini se da se u istanbulskome dijalektu velarizacija događa i pred [a] te na kraju sloga (tj. u kodi sloga). Papadopulos smatra da je ovo obilježje uzrokovano dodirima s turskim.
Druga je važna specifičnost izgovor glasova, koji u standardu glase /t͡s/ (hrv. c) /d͡z/ (hrv. stric bi, nadzor), kao [t͡ʃ] (hrv. č) /d͡ʒ/ (hrv. dž).
Dijalekt se svakom generacijom sve više približava standardu pa ova obilježja nije moguće naći kod svakoga govornika, a stariji ih češće imaju.